# Justin.tv
Justin.tv foi um website criado por Justin Kan, Emmett Shear, Michael Seibel e Kyle Vogt em 2007 para permitir que qualquer pessoa transmitisse vídeos online. As contas dos usuários da Justin.tv eram chamadas de "canais", como as do YouTube, e os usuários eram encorajados a transmitir uma grande variedade de conteúdo de vídeo ao vivo gerado pelo próprio usuário, chamada "transmissões" (broadcasts).
A empresa foi uma startup de Internet sediada em São Francisco, Califórnia, com financiamento inicial de Paul Graham da empresa de capital semente Y Combinator e do financiamento da Series A com a Alsop Louie Partners e a Draper Associates.
A Justin.tv original foi um único canal com o fundador Justin Kan, que transmitiu sua vida 24 horas por dia e popularizou o termo lifecasting. Em 2007, Justin Kan parou de transmitir e Justin.tv relançou em sua forma posterior como uma rede de milhares de canais diferentes.
Usuários tinham permissão para transmitir gratuitamente para um número ilimitado de pessoas, e assistir às transmissões não exigia o registro do usuário. As transmissões que foram consideradas como contendo conteúdo potencialmente ofensivo estavam disponíveis apenas para usuários registrados com mais de 18 anos. Transmissões contendo difamação, pornografia ou violações de direitos autorais, ou encorajando conduta criminal foram proibidas pelos termos de serviço da Justin.tv.
Inicialmente nos Estados Unidos, a rede se expandiu para diversos países, como Brasil, Holanda, Reino Unido entre outros. Como o portal possibilita que as pessoas transmitam em tempo real as imagens, já foram registradas diversas ocorrências de trotes ao serviço público e casos de grande polêmica, como o adolescente americano que cometeu suicídio ao vivo através do site.
Em 10 de fevereiro de 2014, a empresa controladora da Twitch.tv e da Justin.tv foi renomeada como Twitch Interactive. Em 5 de agosto de 2014, a Justin.tv foi oficialmente fechada para que a empresa pudesse se concentrar na Twitch.

## História da empresa

### Origens da lifecasting

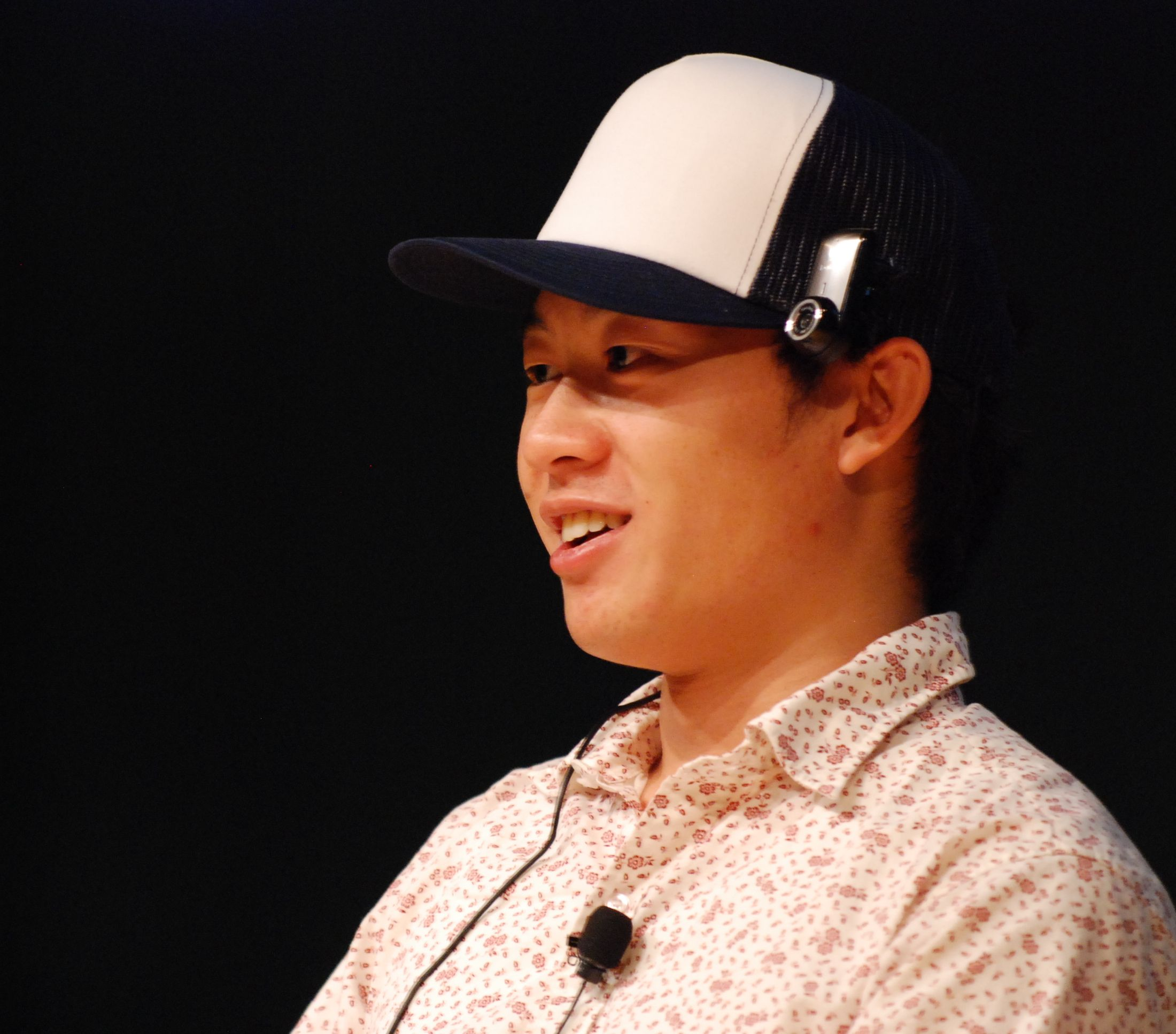
Justin Kan falando na Gnomedex em 2007

A Justin.tv original era um canal único com Justin Kan. Usando uma webcam ligada a um boné de beisebol e transmitia online através de um sistema de laptop-backpack projetado pelo co-fundador Kyle Vogt, Kan decidiu que usaria a câmera 24 horas por dia, 7 dias por semana, e começou a transmitir vídeo e áudio ao vivo a meia-noite de 19 de março de 2007.
A novidade do conceito atraiu a atenção da mídia, e Kan foi entrevistou por Ann Curry no Today Show (2 de abril de 2007), Tom Merritt no primeiro episódio do CNET Live, Nightline (6 de abril de 2007) e World News Tonight (8 de abril de 2007). Seu projeto de lifecasting foi comparado a EDtv, Being John Malkovich e The Truman Show.

### Expansão na plataforma
No verão de 2007, Justin.tv se tornou uma plataforma para mais de 60 canais diferentes. O diretório no topo de cada canal mostrava quais canais estavam ao vivo e quais não estavam transmitindo. Dependendo do horário de entrada, um visitante pode ter visto apenas uma pequena seleção dos canais disponíveis.

## Chat
No Justin.TV também pode comentar e discutir sobre o que está a ver na stream, para isso basta cadastrar-se (não necessita de pagamento) obrigatório

## Conta Premium
Necessita de conta Premium para ver algumas streams, caso esteja cadastrado basta aderir uma conta, sendo necessário um pagamento por PayPal..